# Дорожный (Тюменская область)
Дорожный — упразднённый посёлок, находившаяся в подчинении Ленинского административного округа городского округа город Тюмень Тюменской области. В 2013 году включен в состав города и исключен из учётных данных.

## География
Расположен к югу от трассы Р404 «Тобольский тракт» и в 1 км к западу с развязкой с окружной дорогой.

## Население
| 1989 | 2002 | 2010 |
| ---- | ---- | ---- |
| 393  | ↗484 | →484 |

### Национальный состав
Согласно результатам переписи 2002 года, в национальной структуре населения русские составляли 86 %